# Foston (Leicestershire)
Foston – wieś w Anglii, w hrabstwie Leicestershire, w dystrykcie Blaby, w civil parish Kilby. Leży 10 km od miasta Leicester. W 1931 roku civil parish liczyła 36 mieszkańców. Foston jest wspomniana w Domesday Book (1086) jako Fostone.